# حيسين شاوش

حيسين شاوش هو باي قسنطينة وحاكم بايلك الشرق ضمن أيالة الجزائر في العهد العثماني. امتد حكمه بين سنتي 1708 و1709 ليخلفه فيما بعد عبد الرحمان بن فرحات باي.